# یواس‌اس فوربز (آی‌ایکس-۹۰)
یواس‌اس فوربز (آی‌ایکس-۹۰) (به انگلیسی: USS Forbes (IX-90)) یک کشتی بود که طول آن ۹۸ فوت (۳۰ متر) [[Length overall}} بود.